# Træsø
Træsø (dansk) eller Treßsee (tysk) er en lavvandet sø beliggende mellem landsbyerne Store Solt i vest og Oversø i øst i det nordvestlige Angel i Sydslesvig i det nordlige Tyskland. Søen er 4,9 hektar stor og op til 1,6 meter dyb. I de seneste årtier er vandfladen dog reduceret som følge af tilgroning. Søen har i øst tilløb af Bondeåen og Kilsåen. Fra Træsøen selv udspringer Trenen, som gennemskærer hele det centrale Sydslesvig og efter 98 kilometer udmunder i Ejderen. Søen opstod (ligesom Langsøen) som subglaciale smeltevandsstrømme (issø) under Weichsel-istiden. Træsøen danner grænse mellem Oversø Sogn i nordvest og Store Solt Sogn i sydøst. På samme måde adskiller søen kommunerne Oversø og Store Solt. Vandfladen tilhører dog Store Solt kommune.
På søens nordside findes et cirka 10 hektar stor klitområde med spredt bevoksning af sandskæg. Landklitten har været fredet siden 1932. Nordvest for søen lå i 1800-tallet Aagaard Højskole. Nord for søen ligger Julskov.